# Нехотилово

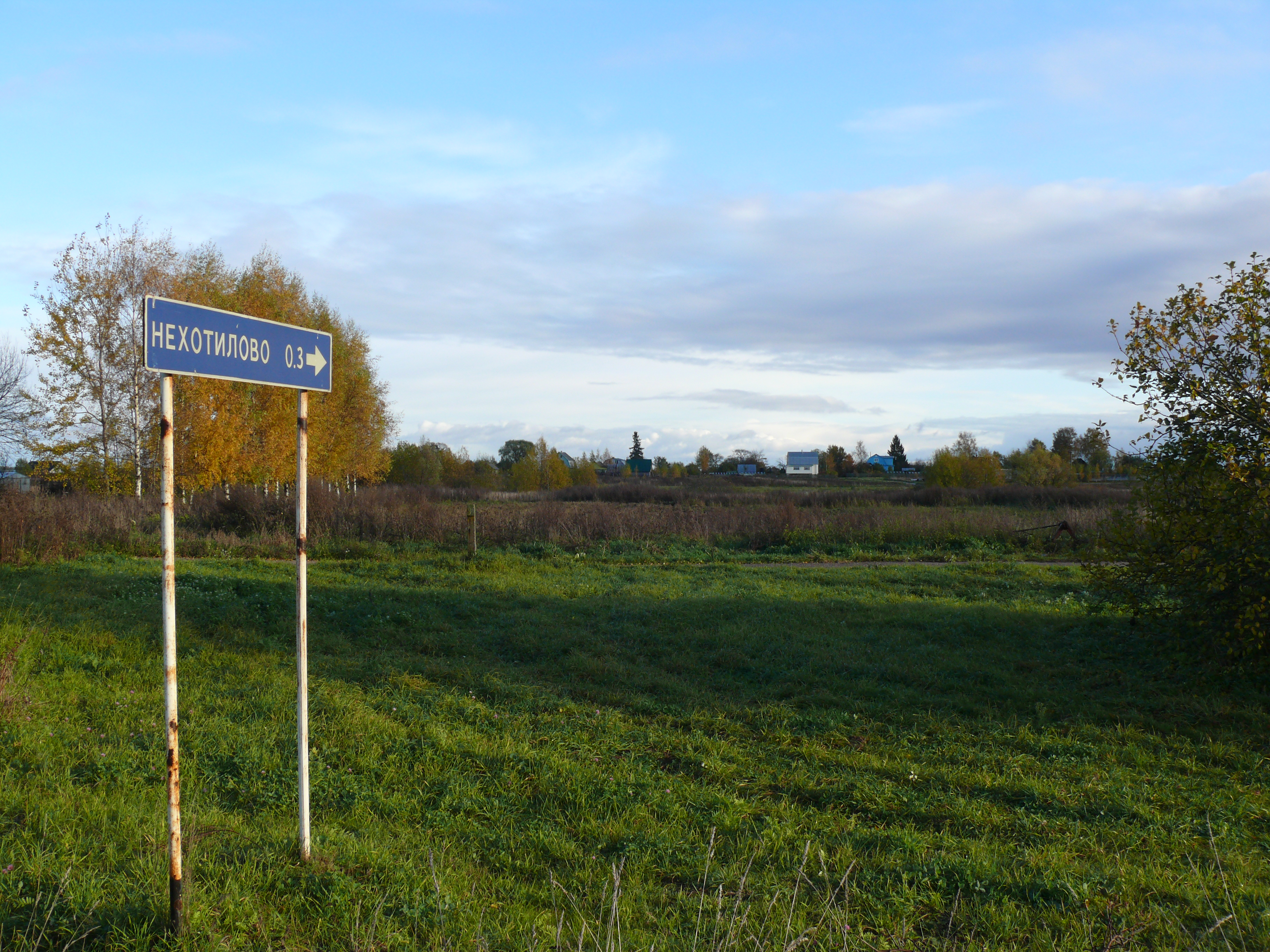
Вид на Нехотилово из Нового Ракома

Нехоти́лово — деревня в Новгородском районе Новгородской области, входит в состав Ракомского сельского поселения.
Расположена в северной части новгородского Поозерья на берегу озера Ильмень, рядом с истоком реки Волхов. Ближайшие населённые пункты — деревни Новое Ракомо, Береговые Морины, Троица.